# Nathan Twaddle
Nathan Twaddle, né le 21 août 1976, est un rameur d'aviron néo-zélandais.

## Carrière
Nathan Twaddle participe aux Jeux olympiques de 2008 à Pékin où il remporte la médaille de bronze en deux sans barreur avec George Bridgewater.